# 察列夫农村居民点
察列夫农村居民点（俄语：Царевское сельское поселение）是俄罗斯联邦伏尔加格勒州列宁斯克区所属的一个农村居民点。其下辖有5个居民点，行政中心为察列夫。据2016年统计，该农村居民点的人口为2022人。